# Temporada da NHL de 1963–64
A temporada da NHL de 1963–64 foi a 47.ª  temporada da National Hockey League (NHL). Seis times jogaram 70 partidas cada. O Toronto Maple Leafs venceu sua terceira Stanley Cup seguida ao derrotar o Detroit Red Wings por 4-3 na série final.

## Fora da temporada
A maior troca de fora da temporada ocorreu em junho de 1963, com o New York Rangers e o Montreal Canadiens fazendo uma troca entre os goleiros titulares. O jogador dos Rangers Gump Worsley foi a Montreal, junto com Dave Balon, Leon Rochefort e o jogador de uma liga menor Len Ronson, pelo seis vezes vencedor do Troféu Vezina Jacques Plante - cujo relacionamento com o treinador dos Canadiens Toe Blake havia azedado seriamente - junto com Don Marshall e Phil Goyette.  Entre outras transações dignas de notas estava a do antigo recrutado do Boston Bruins e vencedor do Troféu Memorial James Norris Tom Johnson de Montreal. Howie Young dos Red Wings, que igualmente ficou desgastado em Detroit, foi trocado para o Chicago Black Hawks pelo goleiro Roger Crozier, que teria um impacto imediato no Detroit. Billy Reay, o antigo treinador dos Maple Leafs, que estava treinando o Buffalo Bisons da American Hockey League, foi nomeado técnico dos Black Hawks, um cargo que ele ocuparia por recordes treze anos.
No encontro da liga em 5 de junho, os governadores destacaram a morte de William Northey, que havia morrido em abril, aos 92 anos, e estabeleceu um memorial em representação do Montreal Children's Hospital com o nome de Northey.  Foi anunciado no encontro de 4 de outubro da liga que Ron Andrews substituiria Ken McKenzie, cujo trabalho como editor do The Hockey News estava se tornando prioridade, como diretor de publicidade da NHL. Além disso, as regras de dispensa foram liberalizadas, para que um jogador que não estivesse na lista dos 20 protegidos enviada em junho pudesse ser enviado para ligas menores sem dispensas claras.
O 17° Jogo das Estrelas da National Hockey League foi realizado em 5 de outubro em Toronto e resultou em um empate de 3-3 entre o campeão da Stanley Cup Maple Leafs e o Time das Estrelas. Frank Mahovlich, que marcou dois dos gols do Toronto e deu uma assistência no terceiro, foi nomeado Most Valuable Player. Stan Mikita dos Black Hawks, o centro do primeiro time das estrelas, na época sem contrato, não teve permissão para jogar. De forma não usual, as seis estrelas foram escolhidas do Boston Bruins - John Bucyk, Leo Boivin, Murray Oliver, Dean Prentice, Doug Mohns e Tom Johnson - mais do qualquer outro time, embora os Bruins tenham terminado a temporada 1962-63 na última posição.

## Temporada regular
Plante fez sua estreia como um Ranger em 9 de outubro contra Chicago, perdendo por 3-1 e sendo atingido por uma cotovelada do jogador dos Black Hawks Johnny McKenzie. Ele não passou melhor quatro noites depois em Montreal contra os Canadiens, perdendo por 6-2 no Forum enquanto os torcedores aplaudiam e zombavam de seu antigo goleiro.
Enquant Mikita assinou seu contrato a tempo do início da temporada, o famoso defensor Carl Brewer dos Maple Leafs era uma perda e disse que se aposentaria do hóquei para frequenatar a Universidade de Toronto; os termos de contrato foram aceitos no fim de outubro.
Montreal derrotou os Red Wings por 6–4 em Detroit, mas o principal momento do jogo foi quando Gordie Howe marcou seu 544° gol para igualar o recorde de Maurice Richard de total de gols na carreira e recebeu uma ovação de cinco minutos da torcida que lotava a arena.
Toronto derrotou Montreal por 6–3 no Maple Leaf Gardens em 30 de outubro, em uma partida cheia de penalidades; a briga mais proeminente teve a participação do jogador dos Canadiens Terry Harper e o dos Maple Leafs Bob Pulford, que participaram da principal disputa. Houve duas consequências lamentáveis; o goleiro dos Canadiens Gump Worsley machucou severamente seu jarrete na partida e foi eventualmente substituído por Charlie Hodge pelo restante da temporada. Além disso, em 8 de novembro, o Maple Leaf Gardens tornou-se a primeira arena na NHL a ter diferentes caixas de penalidades instaladas.
A primeira cobrança de pênalti da temporada foi em 3 de novembro, com os Canadiens derrotando os Rangers por 5-3 no Madison Square Garden. Don Marshall, sofrendo um tropeço por Jean Beliveau do Montreal, cobrou a penalidade, mas o goleiro dos Canadiens Charlie Hodge fez a defesa. Contudo, a administração dos Rangers não estava feliz com a atuação do árbitro Vern Buffey, e pediu a retirada do chefe de arbitragem Carl Voss, o que foi rejeitado pelo presidente da liga Clarence Campbell.
Detroit derrotou os Canadiens por 3–0 em 10 de novembro. De forma famosa, dois recordes de longo tempo de carreira foram estabelecidos nessa partida. Gordie Howe marcou um gol de mãos curtas em Charlie Hodge para seu 545° tento na carreira, quebrando o recorde de Maurice Richard. Posteriormente, o goleiro de Detroit Terry Sawchuk atingiu seu 94° jogo sem sofrer gols na NHL, empatando com George Hainsworth como a maior marca de todos os tempos. Howe iria conseguir manter o recorde de gols por trinta temporadas até ser quebrado por Wayne Gretzky em 1994, enquanto Sawchuk seguraria o recorde de todos os tempos sem levar gols por quarenta e cinco temporadas, quando foi quebrado em 2009 por Martin Brodeur.
No fim de novembro estava claro para a administração dos Rangers que Doug Harvey havia perdido sua forma inteiramente e decidiram liberá-lo. Ele terminou a temporada na AHL com o Quebec Aces.
Outro marco de carreira caiu em 4 de dezembro, quando Andy Hebenton dos Bruins quebrou a sequência da carreira do "homem de ferro", jogando seu 581° jogo consecutivo, para ultrapassar a marca de Johnny Wilson.  Ele estenderia a sequência para 630 jogos, seu último na NHL, para continuar sua carreira em ligas menores, onde jogaria por mais dez temporadas sem perder uma partida.
Um recorde não usual caiu em 12 de dezembro, em uma partida Montreal-New York vencida por 6-4 pelos Canadiens. Dave Balon e Gilles Tremblay de Montreal e Camille Henry dos Rangers marcaram gols em um intervalo de 18 segundos, estabelecendo uma marca de três gols mais rápidos feitos por duas equipes.
Em um jogo de 22 de dezembro em que Montreal explodiu com cinco gols em nove minutos do segundo período na vitória por 6-1 sobre Detroit, o jogador dos Canadiens Jean Beliveau marcou um gol que fez dele o maior central em gols na NHL.
O goleiro estreante de Detroit Roger Crozier, substituindo o lesionado Terry Sawchuk, conseguiu seu segundo jogo sem levar gols contra Boston em 7 de janeiro. Apenas 7.000 torcedores foram ao Boston Garden para ver o lanterna Bruins jogar, cantando "We shall overcome" para registrar sua opinião sobre a performance do time.
Em 18 de janeiro, Terry Sawchuk acabou com o recorde sem levar gols de George Hainsworth na NHL ao conseguir seu 95° em uma vitória por 2-0 sobre Montreal. Naquela mesma noite, o último colocado Boston humilhou o Maple Leafs por 11–0 em Toronto, com Andy Hebenton e Dean Prentice marcando três gols cada.
Em 1° de fevereiro, o atacante do Montreal Bobby Rousseau marcou cinco gols contra Detroit em um açoitamento por 9–3 dos Red Wings, um a menos do recorde para um jogo e a primeira vez em que cinco gols foram marcados por quase uma década.
Uma troca bastante comentada durante toda a temporada finalmente ocorreu em 22 de fevereiro, quando o New York Rangers trocou Andy Bathgate - o qual os Maple Leafs haviam cobiçado por algum tempo- e Don McKenney para Toronto em troca de Dick Duff, Bob Nevin, Arnie Brown, Bill Collins e Rod Seiling. Os torcedores dos Rangers não gostaram da negociação e no jogo seguinte cantos de  "Muzz deve sair!" foram escutados, referindo-se a Muzz Patrick, o administrador geral dos Rangers. Todavia, Bathgate - atravessando dias como um astro artilheiro- e McKenney sairiam de Toronto ao fim da temporada seguinte, enquanto Seiling, Nevin e Brown brilhariam pelos Rangers nos anos seguintes.
Vários jogadores marcaram seu 200° gol na temporada, com Camille Henry dos Rangers marcando o seu contra Boston em 20 de outubro, Bobby Hull dos Black Hawks contra os Rangers em 11 de dezembro, Dean Prentice dos Bruins contra os Hawks em 12 de dezembro, além de George Armstrong e Frank Mahovlich.
O título da temporada regular foi assegurado pelos Canadiens após Chicago, que tinha um caminho substancial percorrido na temporada, jogou um hóquei de desempenho pouco melhor que 0,500 no restante dele; um triunfo de 2-1 dos Habs contra os Rangers fora de casa no último jogo da temporada foi o necessário para ficar à frente dos Black Hawks, que até aquela data nunca haviam liderado a classificação da temporada regular.

### Classificação Final
Nota: PJ = Partidas Jogadas, V = Vitórias, D = Derrotas, E = Empates, Pts = Pontos, GP = Gols Pró, GC = Gols Contra,PEM=Penalizações em Minutos

Times que se classificaram aos play-offs estão destacados em negrito
| National Hockey League | PJ | V  | D  | E  | GP  | GC  | PEM  | Pts |
| ---------------------- | -- | -- | -- | -- | --- | --- | ---- | --- |
| Montreal Canadiens     | 70 | 36 | 21 | 13 | 209 | 167 | 982  | 85  |
| Chicago Black Hawks    | 70 | 36 | 22 | 12 | 218 | 169 | 1116 | 84  |
| Toronto Maple Leafs    | 70 | 33 | 25 | 12 | 192 | 172 | 928  | 78  |
| Detroit Red Wings      | 70 | 30 | 29 | 11 | 191 | 204 | 771  | 71  |
| New York Rangers       | 70 | 22 | 38 | 10 | 186 | 242 | 715  | 54  |
| Boston Bruins          | 70 | 18 | 40 | 12 | 170 | 212 | 858  | 48  |

### Artilheiros
PJ = Partidas Jogadas, G = Gols, A = Assistências, Pts = Pontos, PEM = Penalizações em Minutos
| Jogador       | Time                                   | PJ | G  | A  | Pts | PEM |
| ------------- | -------------------------------------- | -- | -- | -- | --- | --- |
| Stan Mikita   | Chicago Black Hawks                    | 70 | 39 | 50 | 89  | 146 |
| Bobby Hull    | Chicago Black Hawks                    | 70 | 43 | 44 | 87  | 50  |
| Jean Beliveau | Montreal Canadiens                     | 68 | 28 | 50 | 78  | 42  |
| Andy Bathgate | New York Rangers / Toronto Maple Leafs | 71 | 19 | 58 | 77  | 34  |
| Gordie Howe   | Detroit Red Wings                      | 69 | 26 | 47 | 73  | 70  |
| Ken Wharram   | Chicago Black Hawks                    | 70 | 39 | 32 | 71  | 18  |
| Murray Oliver | Boston Bruins                          | 70 | 24 | 44 | 68  | 41  |
| Phil Goyette  | New York Rangers                       | 67 | 24 | 41 | 65  | 15  |
| Rod Gilbert   | New York Rangers                       | 70 | 24 | 40 | 64  | 62  |
| Dave Keon     | Toronto Maple Leafs                    | 70 | 23 | 37 | 60  | 6   |

## Playoffs
Essa temporada viu os mesmos confrontos da última, com os dois times canadenses, Toronto e Montreal, e os dois times americanos, Detroit e Chicago, duelando. Como na última temporada, os Maple Leafs eliminaram os Canadiens, mas os Red Wings triunfaram sobre os Black Hawks dessa vez. Pela primeira ocasião desde que a liga começou a usar o formato de série melhor de 7 nos playoffs em 1939, todas as três séries tiveram seus sete jogos.

### Final da Stanley Cup
A série final da Stanley Cup de 1964 entre o Toronto Maple Leafs e o Detroit Red Wings foi excitante— possivelmente uma das mais memoráveis de todos os tempos. Toronto venceu o primeiro jogo por um gol, 3–2, e o segundo jogo foi vencido pelo Detroit por um gol na prorrogação. O terceiro jogo viu a vitória de Detroit,  novamente por um gol, e levou à liderança por dois jogos a um. Os Leafs voltaram no quarto jogo com uma vitória por 4-2 para igualar a série. Mas o quinto jogo foi vencido, novamente por um gol, pelo Detroit, dando aos Wings uma liderança por três jogos a dois. O jogo seis viu a segunda prorrogação da série, mas antes de o jogo chegar lá, o defendor de Toronto Bobby Baun parou uma forte finalização e teve de sair do jogo com um tornozelo quebrado. Ele depois retornou ao jogo na prorrogação, com o tornozelo quebrado, e marcou o gol da vitória. Após seis jogos concluídos, o jogo sete foi anticlimático, com o Toronto vencendo facilmente por 4-0 para a Stanley Cup, a terceira seguida.

## Prêmios da NHL
| Prêmios de 1963-64 da NHL     | Prêmios de 1963-64 da NHL |
| ----------------------------- | ------------------------- |
| Troféu Príncipe de Gales:     | Montreal Canadiens        |
| Troféu Art Ross:              | Stan Mikita               |
| Troféu Memorial Calder:       | Jacques Laperriere        |
| Troféu Memorial Hart:         | Jean Beliveau             |
| Troféu Memorial James Norris: | Pierre Pilote             |
| Troféu Memorial Lady Byng:    | Ken Wharram               |
| Troféu Vezina:                | Charlie Hodge             |

### Times das Estrelas
| Primeiro Time                      | Position | Segundo Time                           |
| ---------------------------------- | -------- | -------------------------------------- |
| Glenn Hall, Chicago Black Hawks    | G        | Charlie Hodge, Montreal Canadiens      |
| Pierre Pilote, Chicago Black Hawks | D        | Moose Vasko, Chicago Black Hawks       |
| Tim Horton, Toronto Maple Leafs    | D        | Jacques Laperriere, Montreal Canadiens |
| Stan Mikita, Chicago Black Hawks   | C        | Jean Beliveau, Montreal Canadiens      |
| Kenny Wharram, Chicago Black Hawks | RW       | Gordie Howe, Detroit Red Wings         |
| Bobby Hull, Chicago Black Hawks    | LW       | Frank Mahovlich, Toronto Maple Leafs   |

## Estreias
O seguinte é uma lista de jogadores importantes que jogaram seu primeiro jogo na NHL em 1963-64 (listados com seu primeiro time, asterisco(*) marca estreia nos play-offs):
- Gary Dornhoefer, Boston Bruins
- Phil Esposito, Chicago Black Hawks
- Roger Crozier, Detroit Red Wings
- Ted Harris, Montreal Canadiens
- John Ferguson, Montreal Canadiens
- Yvan Cournoyer, Montreal Canadiens
- Jimmy Roberts, Montreal Canadiens
- Gilles Villemure, New York Rangers
- Jim Pappin, Toronto Maple Leafs
- Ron Ellis, Toronto Maple Leafs

## Últimos Jogos
O seguinte é uma lista de jogadores importantes que jogaram seu último jogo na NHL em 1963-64 (listados com seu último time):
- Andy Hebenton, Boston Bruins
- Jerry Toppazzini, Boston Bruins
- Ed Litzenberger, Toronto Maple Leafs

## 3
1. 1 2 3 4  Coleman (1976), p. 494
2. 1 2 3 4  McFarlane (1969), p. 127
3. ↑  Coleman (1976), p. 492
4. ↑  Coleman (1976), p. 495
5. 1 2 3  Coleman (1976), p. 496
6. ↑  Duplacey (2008), p. 72
7. 1 2  Coleman (1976), p. 497
8. ↑  NHL Guide 2006, p. 177
9. ↑  Coleman (1976), p. 498
10. ↑  Coleman (1976), p. 499
11. ↑  Coleman (1976), p. 500
12. 1 2  Coleman (1976), p. 501
13. ↑  Coleman (1976), p. 502
14. ↑  Coleman (1976), p. 503
15. ↑  McFarlane (1969), p. 129
16. ↑  McFarlane (1969), p. 128
17. ↑  Coleman (1976), p. 500, 505
18. ↑  National Hockey League Official Guide and Record Book 2006, p.161, Dan Diamond & Associates, Toronto, Ontario, ISBN 0-920445-98-5